# Carletonite
La carletonite ou carlétonite est un minéral silicaté rare de formule KNa4Ca4(CO3)4Si8O18(F,OH)·(H2O) considéré comme une gemme. Elle a été découverte au Québec en 1963 par le Dr George Yien-Chi Chao (1930-2022) et nommée d'après l'école qu'il a fréquentée, l'Université Carleton d'Ottawa. Elle a été décrite pour la première fois en 1969  pour un événement du Mont Saint-Hilaire.

## Propriétés
C'est un phyllosilicate et un membre du groupe de l'apophyllite. Ses cristaux tétragonaux sont d'un bleu translucide, blanc, incolore ou rose, d'un lustre vitreux à terne. Il a une densité de 2,45 et une dureté de 4 à 4,5 sur l'échelle de Mohs. La présence de potassium dans sa formule lui confère une légère radioactivité aux limites du détectable. 
Dans son comportement thermique, la carlétonite montre un pic dans la réaction endothermique, très faible à 300 °C, un pic endothermique très fort à 692 °C, un pic exothermique faible à 736 °C et un pic endothermique très faible à 915 °C.

## Cristallographie

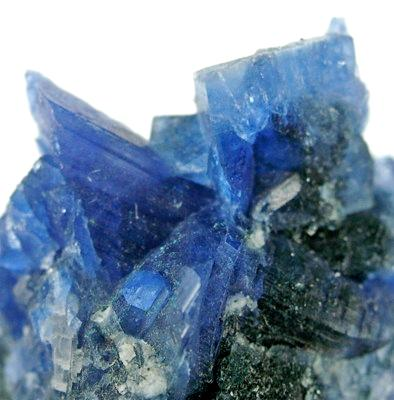
Spécimen de la localité type : la carrière Poudrette de dimensions :. Il s'agit d'un spécimen tridimensionnel très coloré, riche, avec une riche couleur bleu royal et un cristal en blocs de 8 mm sur le dessus.

Cristallisant dans le système cristallin tétragonal, la carletonite présente une symétrie caractérisée par la classe cristalline 4/mmm (4/m 2/m 2/m) - dipyramidale ditétragonale. Son groupe d'espace est P4/mbm.
Les paramètres cristallographiques de la carletonite comprennent une longueur de côté a de 13,178 Å et une longueur de côté c de 16,695 Å, établissant ainsi la géométrie spécifique de sa maille cristalline ou le rapport des axes a:c est de 1:1,267. Le volume de la maille unitaire, qui contient 4 unités (Z) est donné à 2 899,25 Å3 dans sa description.

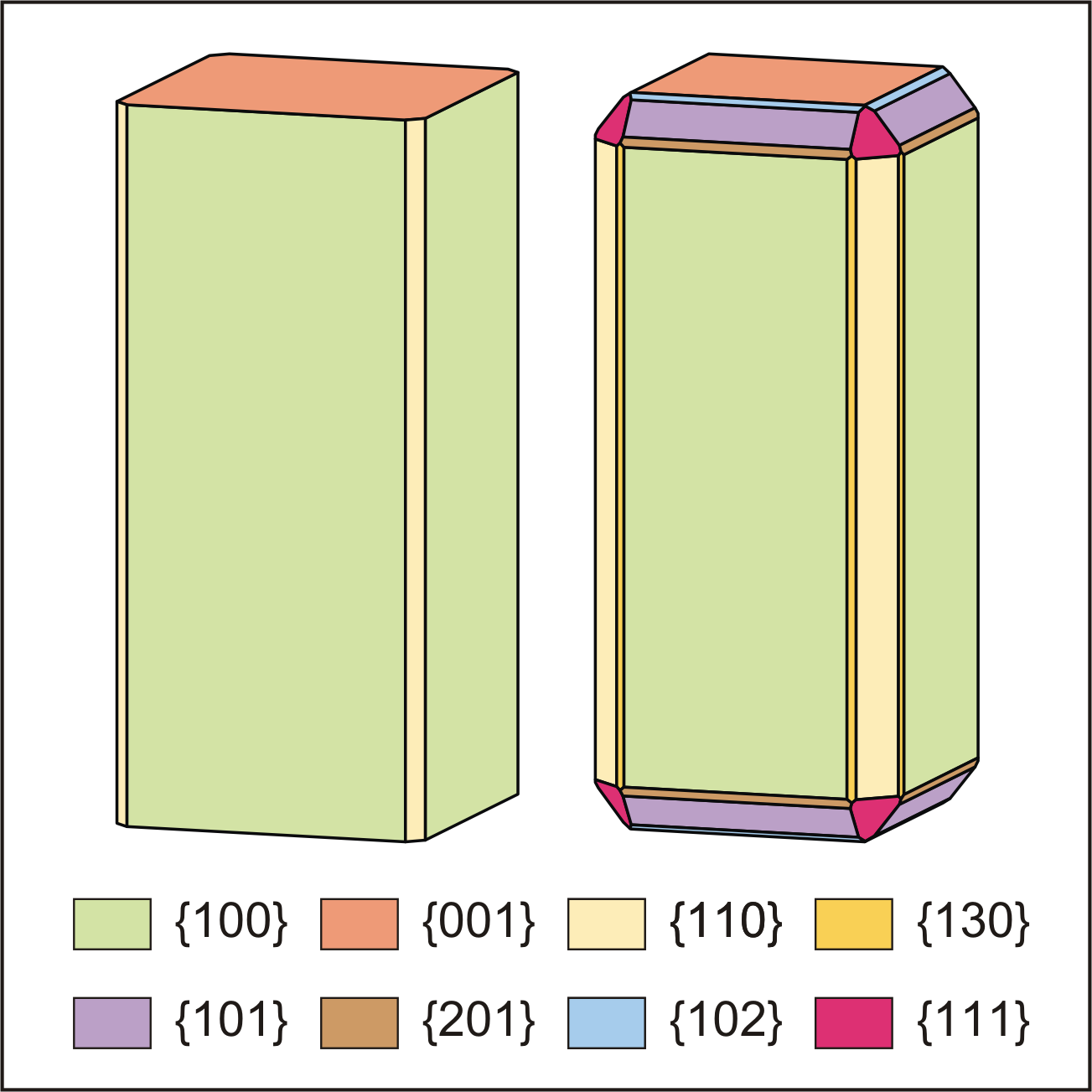
Dessin de deux cristaux de carlétonite.

## Environnement, formation et gisements
L'environnement de la carlétonite se trouve dans des cornéennes et des xénolithes de marbre siliceux à l'intérieur et à proximité d'une intrusion de syénite néphélinique. Elle s'y trouve associée au quartz, à la narsarsukite, à la calcite, à la fluorine, à l'ancylite, à la molybdénite, à la leucosphénite, à la lorenzénite, à la galène, à l'albite, à la pectolite, à l'apophyllite, à la leifite, au microcline et à l'arfvedsonite. 
Elle peut se former dans un processus paragénétique proche de la surface, en raison de l'altération aqueuse subaérienne par des fluides non sensibles au rédox. 
Elle peut aussi provenir d'un altération et/ou métamorphisme à température élevée après formations de carbonates, de phosphates et de fer thermiquement altérées, et dans des roches ignées hautement évoluées, ultra-alcalines et agpaïtiques, il y a plus de 3 milliards d'années.
En plus de la localité type du mont Saint-Hilaire, un autre gisement a été signalé en Russie dans les monts Murum.